# Botswana
Botswana, tên chính thức Cộng hoà Botswana (phiên âm Tiếng Việt: Bốt-xoa-na; tiếng Tswana: Lefatshe la Botswana), là một quốc gia nằm kín trong lục địa tại Nam Phi. Trước kia nó là quốc gia bảo hộ Bechuanaland bởi Vương quốc Anh, Botswana đã đổi tên mới và trở thành một quốc gia độc lập bên trong Khối thịnh vượng chung Anh Quốc vào ngày 30 tháng 9 năm 1966. Nước này có chung biên giới với Nam Phi ở phía nam và đông nam, Namibia ở phía tây, Zambia ở phía bắc, và Zimbabwe phía đông bắc. Về kinh tế, nước này có quan hệ chặt chẽ với Nam Phi, chủ yếu dựa vào khai mỏ (đặc biệt là kim cương), chăn nuôi gia súc, và du lịch. Đất nước được đặt tên theo nhóm sắc tộc lớn nhất, người Tswana.

## Lịch sử
Từ thế kỷ XIII, nhiều bộ lạc du mục từ miền Bắc châu Phi, trong đó có người Suana, đã đến sinh sống ở vùng đất ngày nay thuộc Botswana. Cuối thế kỷ XIX, sự thù địch xảy ra giữa người Shona sống tại Botswana và các bộ lạc Ndebele di cư tới lãnh thổ này từ Sa mạc Kalahari. Căng thẳng cũng tăng lên với người định cư Boer từ Transvaal. Sau những lời kêu gọi trợ giúp của các lãnh đạo Batswana Khama III, Bathoen và Sebele, Ngày 31 tháng 3 năm 1885 chính phủ Anh đặt "Bechuanaland" dưới quyền bảo hộ của nước này. Lãnh thổ phía bắc tiếp tục nằm dưới quyền cai trị trực tiếp với tư cách là Quốc gia bảo hộ Bechuanaland và trở thành Botswana hiện nay, trong khi lãnh thổ phía nam trở thành một phần của Thuộc địa Cape và hiện là một phần của tỉnh phía tây bắc Nam Phi, với đa số người nói tiếng Setswana hiện sống tại Nam Phi.
Khi Liên minh Nam Phi được thành lập năm 1910, những thuộc địa chính của Anh Quốc trong vùng: Quốc gia bảo hộ Bechuanaland, Basutoland (hiện là Lesotho), và Eswatini ("Các Lãnh thổ Cao Ủy") không thuộc vào đó, mà được dự định để sáp nhập với nhau sau này. Tuy nhiên, việc sáp nhập sẽ do nhân dân tại vùng đó quyết định, và dù các chính phủ sau này của Nam Phi không ngừng tìm cách đòi Anh Quốc chuyển giao chúng, Anh vẫn giữ các lãnh thổ này và cuối cùng việc chuyển giao đã không xảy ra. Cuộc bầu cử chính phủ Quốc gia năm 1948, dẫn tới việc thiết lập chế độ apartheid, và Nam Phi rút khỏi Khối thịnh vượng chung năm 1961, chấm dứt bất kỳ tham vọng sáp nhập vùng đất này vào Nam Phi. 

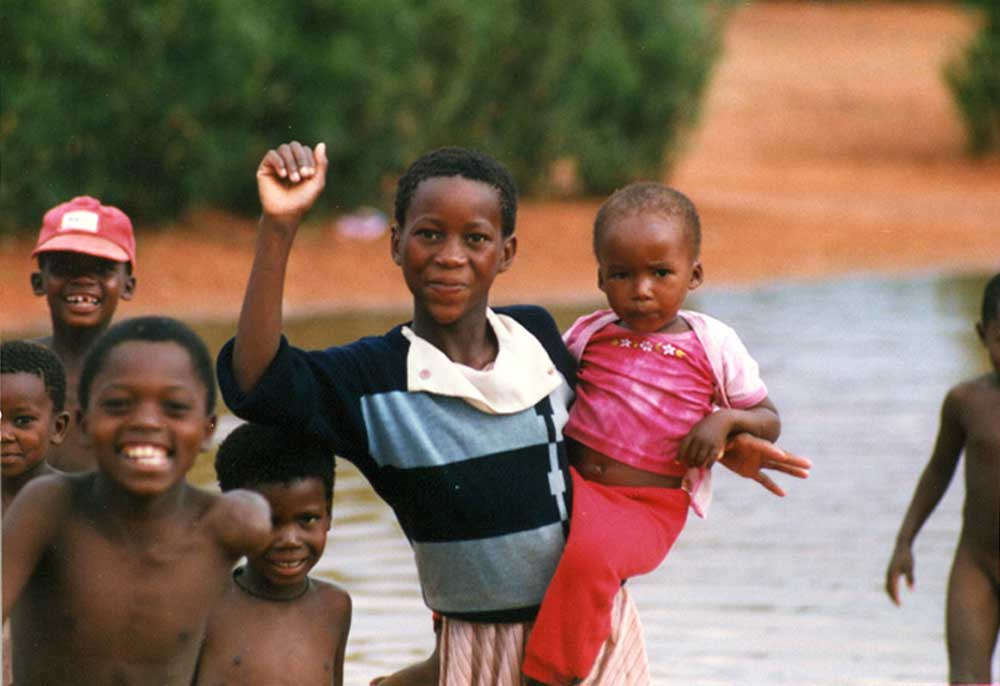
Trẻ em Palapye, 1987, sau trận mưa đầu tiên sau nhiều năm.

Việc Anh Quốc mở rộng quyền lực trung ương và khuynh hướng chính phủ bộ lạc dẫn tới việc thành lập hai hội đồng tư vấn đại diện Người Phi và Người Âu vào năm 1920. Các tuyên bố năm 1934 quy định quyền của bộ lạc. Một hội đồng tư vấn Âu-Phi được thành lập năm 1951, và hiến pháp năm 1961 thành lập một hội đồng tư vấn lập pháp.
Tháng 6, 1964, Anh Quốc chấp nhận những đề xuất về một chính phủ dân chủ tự quản tại Botswana. Vị trí trụ sở chính phủ được chuyển từ Mafikeng ở Nam Phi tới Gaborone năm 1965. Hiến pháp năm 1965 dẫn tới những cuộc tổng tuyển cử đầu tiên và nền độc lập ngày 30 tháng 9 năm 1966. Seretse Khama, một lãnh đạo của phong trào độc lập và là người thích hợp nhất cho vị trí lãnh đạo Ngwato, được bầu làm tổng thống đầu tiên, ông tái cử thêm hai lần nữa và chết khi đang tại chức năm 1980. Quyền lực tổng thống được chuyển sang phó tổng thống, Ketumile Masire, ông chính thức trúng cử năm 1984 và tái nhiệm năm 1989 và 1994. Masire nghỉ hưu năm 1998. Chức vụ tổng thống lại được giao cho phó tổng thống, Festus Mogae, ông này chính thức trúng cử năm 1999 và tái trúng cử năm 2004.

## Địa lý và môi trường

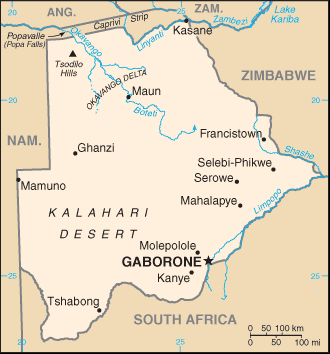
Bản đồ Botswana

Chủ yếu là cao nguyên bằng phẳng hơi lồi lõm; Sa mạc Kalahari nằm ở phía tây nam
Diện tích 600.370 km² (231.788 dặm²), Botswana là nước lớn thứ 45 trên thế giới (sau Ukraina). Kích thước nước này tương đương với Madagascar, và hơi nhỏ hơn bang Texas của Hoa Kỳ.
Diện tích Botswana chủ yếu bao phủ bởi Sa mạc Kalahari, tới 70% diện tích đất nước. Đồng bằng Okavango, đồng bằng trong đất liền lớn nhất thế giới, nằm ở phía tây bắc. Lòng chảo Makgadikgadi, một lòng chảo muối lớn nằm ở phía bắc.
Botswana có nhiều vùng thiên nhiên hoang dã đa dạng, gồm đồng bằng Okavango, sa mạc Kalahari, các đồng cỏ và savanna, các savana và đồng cỏ là nơi sinh sống của linh dương đầu bò xanh và nhiều loài linh dương cũng như các loại động vật có vú khác.

## Chính trị
Chính trị Botswana dựa trên mô hình cộng hoà đại diện dân chủ tổng thống, theo đó Tổng thống Botswana vừa là nguyên thủ quốc gia vừa là lãnh đạo chính phủ, và trên một hệ thống đa đảng đa nguyên. Quyền hành pháp do chính phủ đảm nhận. Quyền lập pháp do chính phủ và Nghị viện Botswana đảm nhận. Từ khi giành lại độc lập, hệ thống đảng phái do Đảng Dân chủ Botswana thống trị. Nhánh tư pháp độc lập với lập pháp và hành pháp.

### Khu vực hành chính

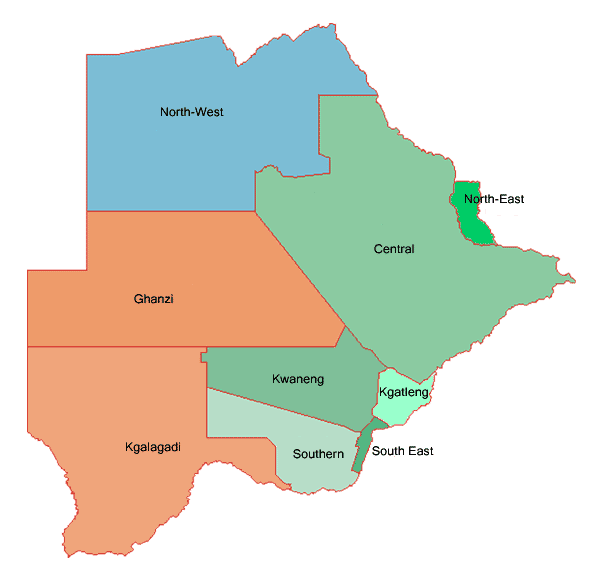
Quận Botswana

Botswana được chia thành 9 quận:
| 1 Trung 2 Ghanzi 3 Kgalagadi 4 Kgatleng 5 Kweneng |  | 6 Đông Bắc 7 Tây Bắc 8 Đông Nam 9 Nam |

Các quận lại được chia thành 28 khu dưới cấp quận.
Các khu vực đông dân cư nhất (theo thứ tự giảm dần)
Các thành phố
- Gaborone
- Francistown

Thị trấn và Làng mạc
| - Molepolole - Selebi-Phikwe - Maun - Serowe - Kanye - Mahalapye |  | - Mochudi - Mogoditshane - Lobatse - Palapye - Tlokweng - Ramotswa |  | - Thamaga - Moshupa - Tonota - Jwaneng - Orapa - Letlhakane |

### Quân đội
Ở thời độc lập Botswana không có các lực lượng quân đội. Chỉ sau khi bị quân đội Rhodesia tấn công, Botswana mới thành lập Lực lượng Phòng vệ Botswana (BDF) để tự vệ năm 1977. Tổng thống là tổng tư lệnh và một ủy ban quốc phòng được tổng thống chỉ định. BDF hiện gồm khoảng 12.000 thành viên.
BDF là một lực lượng vũ trang tốt và có kỷ luật. Sau những thay đổi chính trị tích cực tại Nam Phi và trong vùng, các nhiệm vụ của BDF ngày càng chú trọng vào các hoạt động chống săn trộm, ngăn ngừa thảm hoạ, và giữ gìn hòa bình quốc tế. Hoa Kỳ là nước cung cấp viện trợ duy nhất và lớn nhất cho sự phát triển của BDF, và một phần lớn sĩ quan trong lực lượng này đã được huấn luyện quân sự từ Hoa Kỳ. BDF là một tổ chức phi chính trị và chuyên nghiệp.

### Quan hệ nước ngoài
Botswana đặt ưu tiên hàng đầu cho việc hội nhập kinh tế và chính trị vào Nam Phi. Nước này tìm cách biến Cộng đồng Phát triển Nam châu Phi (SADC) thành một tổ chức hữu hiệu để phát triển kinh tế và tăng cường các nỗ lực nhằm đưa vùng này ngày càng có khả năng tự quyết cao hơn trong đối ngoại, giải quyết xung đột, và quản lý tốt. Sau khi chấm dứt thời kỳ apartheid Nam Phi cũng đang tích cực tham gia vào những nỗ lực trên. Botswana có chung quan điểm với châu Phi về hầu hết các vấn đề quốc tế và hiện họ là thành viên của các tổ chức quốc tế như Liên hiệp quốc, Khối thịnh vượng chung và Liên minh châu Phi (AU). Botswana cũng là thành viên của Tòa án Tội phạm Quốc tế với một Thỏa thuận Miễn trừ Song phương bảo vệ cho quân đội Hoa Kỳ (như được quy định trong Điều 98).

## Kinh tế

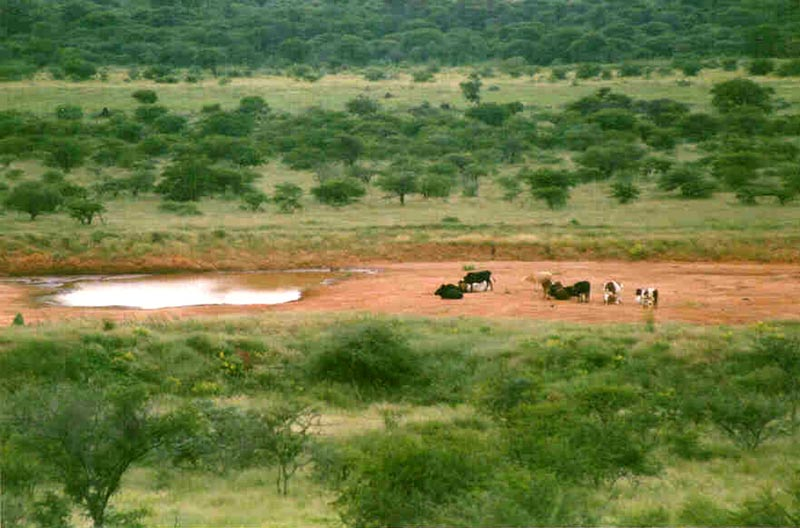
Gia súc tại một hố nước gần Serowe.

Từ khi độc lập, Botswana có mức tăng trưởng thu nhập trên đầu người cao nhất thế giới  Tăng trưởng kinh tế trung bình ở mức 9% trong giai đoạn 1966 tới 1999. Chính phủ luôn duy trì một chính sách thuế lành mạnh, dù có thâm hụt ngân sách trong giai đoạn 2002 và 2003, và mức độ nợ nước ngoài không đáng kể. Nước này có tỷ lệ tín dụng tốt nhất Châu Phi và có kho dữ trữ ngoại tệ (hơn $5.1 tỷ năm 2003/2004) tương đương mức nhập khẩu trong hai năm rưỡi. Kỷ lục đáng chú ý của kinh tế Botswana được xây dựng trên nền tảng sử dụng thông minh nguồn thu và số tiền có được từ khai thác kim cương cung cấp cho phát triển kinh tế thông qua các chính sách thuế đáng tin cậy và chính sách đối ngoại cẩn trọng. Debswana, công ty mỏ kim cương duy nhất hoạt động tại Botswana, thuộc 50% sở hữu nhà nước và cung cấp một nửa nguồn thu cho chính phủ.
Tuy nhiên, chi tiêu phát triển kinh tế đã bị cắt giảm 10% giai đoạn 2002-2003 hậu quả của sự tái phát thâm hụt ngân sách và tăng chi tiêu cho các dịch vụ chăm sóc sức khoẻ. Botswana bị ảnh hưởng rất nặng bởi đại dịch AIDS; tuổi thọ bình quân chỉ xấp xỉ 40, chỉ hơn Zimbabwe và Eswatini. Gần một phần ba người dân Batswana có HIV, khiến Botswana trở thành nước có tỷ lệ người có HIV đứng hàng thứ hai thế giới, chỉ sau Eswatini.  Chính phủ nhận biết rằng HIV/AIDS sẽ ảnh hưởng tới nền kinh tế và đang tìm cách ngăn chặn đại dịch, gồm cung cấp thuốc miễn phí và một chương trình ngăn chặn bệnh truyền từ mẹ sang con trên khắp đất nước.
Một số khoản thâm hụt ngân sách của Botswana có nguyên nhân từ chi phí quân sự cao (khoảng 4% GDP năm 2004, theo CIA World Factbook), mà những lời chỉ trích cho rằng không cần thiết trong hoàn cảnh ít có khả năng xảy ra xung đột quốc tế (dù chính phủ Botswana cũng sử dụng đội quân này cho các chiến dịch đa bên và những hỗ trợ).

### Phát triển lĩnh vực tư nhân và đầu tư nước ngoài
Botswana đang tìm cách đa dạng hóa nền kinh tế, không còn phụ thuộc nhiều vào khai thác mỏ, vốn chiếm tới một phần ba GDP, và đã giảm từ mức một nửa GDP trong thập kỷ 1990. Đầu tư và quản lý nước ngoài đang được khuyến khích tại Botswana. Botswana đã hủy bỏ việc kiểm soát trao đổi ngoại tệ năm 1999, và có mức thuế tổng thể thấp (15%), không cấm người nước ngoài sở hữu các công ty, và giữ được mức lạm phát trung bình (7.6% tháng 11 năm 2004). Chính phủ Botswana hiện dự kiến đưa ra các chính sách mới nhằm thúc đẩy khả năng cạnh tranh, gồm cả một Chiến lược Quản lý Đầu tư Nước ngoài mới, Chính sách Cạnh tranh, Kế hoạch Tư nhân hoá, và Chiến lược Phát triển Xuất khẩu Quốc gia.
Với những thành tựu quản lý kinh tế tốt đã được chứng minh, Botswana được Tổ chức Minh bạch Thế giới xếp hạng là nước có tỷ lệ tham nhũng thấp nhất Châu Phi năm 2004, đứng trước cả nhiều nước Châu Âu và Châu Á. Diễn đàn Kinh tế Thế giới coi Botswana là một trong hai quốc gia mức độ tính cạnh tranh kinh tế cao nhất châu Phi. Năm 2004 Botswana từng một lần nữa được Moody's và Standard & Poor's xếp hạng "A" theo tỷ lệ tín dụng. Thứ hạng này đồng nghĩa Botswana có mức rủi ro tín dụng thấp nhất châu Phi và hơn cả nhiều nước tại Trung Âu, Đông Á và Mỹ La tinh.
Đầu tư của Mỹ tại Botswana còn ở mức độ khá thấp, nhưng vẫn đang tiếp tục tăng. Các công ty lớn của Mỹ, như H.J. Heinz và AON Corporation, hiện đang có mặt thông qua các dự án đầu tư trực tiếp, trong khi các công ty khác như Kentucky Fried Chicken và Remax, hiện diện thông qua các chi nhánh. Tỷ lệ quyền tín dụng theo Moody's và Standard & Poor's đã cho thấy rõ ràng rằng, dù vẫn còn những thách thức như thị trường nhỏ, không có cảng biển, thủ tục hành chính còn rườm ra, Botswana vẫn là một trong những địa điểm đầu tư tốt nhất trong số các nước đang phát triển. Botswana có một Hội đồng Kinh doanh Hoa Kỳ gồm 90 thành viên chấp nhận tư cách thành viên từ những chi nhánh công ty Hoa Kỳ.
Vì yếu tố lịch sử và địa lý, Botswana có mối quan hệ bền chặt và tư lâu đời về kinh tế với Nam Phi. Liên minh Thuế quan Nam Phi (SACU), gồm Botswana, Lesotho, Eswatini, và Nam Phi, được thành lập từ năm 1910, và là liên minh thuế quan lâu đời nhất thế giới. Namibia tham gia liên minh năm 1990. Theo thỏa thuận liên minh, Nam Phi đã thu các khoản thuế quan, mua bán và thực hiện nghĩa vụ thuế cho tất cả năm thành viên, và chia theo tỷ lệ nhập khẩu của mỗi thành viên. Công thức chia chính xác và việc đưa ra quyết định về thuế quan — thuộc quyền riêng của Chính phủ Nam Phi — ngày càng gây nhiều tranh cãi, và các thành viên đang tái đàm phán lại thỏa thuận năm 2001. Cơ cấu mới đã được chính thức phê chuẩn và một Ban thư ký SACU đã được thành lập tại Windhoek, Namibia. Sau khi Nam Phi gia nhập Tổ chức Thương mại Thế giới (WTO), Botswana cũng tham gia vào tổ chức này; vì thế nhiều loại thuế của SACU đã sụt giảm, khiến các sản phẩm từ biên ngoài có tính cạnh tranh cao hơn trong Botswana. Hiện các nước thành viên SACU và Hoa Kỳ đang đàm phán một hiệp định thương mại tự do. Botswana cũng đang đàm phán một hiệp định thương mại tự do với Mercosur và một Thỏa thuận Đối tác Kinh tế với Liên minh châu Âu như một phần của SADC.
Tiền tệ của Botswana, đồng Pula, hoàn toàn chuyển đổi được và được định giá theo một rổ tiền tệ, đặc biệt theo đồng Rand của Nam Phi. Lợi tức và đầu tư trực tiếp có thể được đưa ra bên ngoài không bị hạn chế tại Botswana. Chính phủ Botswana đã giải phóng mọi biện pháp quản lý trao đổi ngoại tệ năm 1999. Ngân hàng Trung ương đã phá giá đồng Pula 7.5% vào tháng 2 năm 2004 trong nỗ lực nhằm giữ khả năng cạnh tranh chống lại sự tăng giá của đồng Pula. Tháng 5 năm 2005, một lần nữa đồng Pula lại bị phá giá 12% và chính sách "hạn chế thay đổi tỷ giá" đã được thông qua.
Đa số (70%) lượng điện của Botswana được nhập khẩu từ công ty Eskom của Nam Phi. 80% sản xuất trong nước tập trung ở một nhà máy, Morupule Power Station gần Palapye.
Gaborone là nơi đóng trụ sở của Cộng đồng Phát triển Nam châu Phi (SADC), hậu duệ của Hội nghị Phối hợp Phát triển Nam châu Phi (SADCC-được khởi động năm 1980), tập trung vào việc tự do hóa phát triển kinh tế vùng không phụ thuộc vào nước Nam Phi đang còn dưới chế độ apartheid. SADC thu nhận Nam Phi với tư cách một thành viên dân chủ mới từ năm 1994 và đã có nhiều biện pháp khuyến khích tăng trưởng, phát triển và hội nhập kinh tế sâu rộng hơn nữa của Nam Phi. Nghị định thư Thương mại của SADC được đưa ra ngày 1 tháng 9 năm 2000, kêu gọi bãi bỏ mọi hàng rào thuế quan và phi thuế quan cho thương mại vào năm 2008 giữa 11 nước thành viên đã ký kết. Nếu thành công, nó sẽ tạo cho các công ty Botswana quyền tự do tiếp cận các thị trường rộng lớn trong vùng. Thất bại của SADC trong việc cô lập chính phủ Mugabe tại Zimbabwe đã gây phương hại tới một số cơ hội hợp tác giữa tổ chức này và Hoa Kỳ.
Botswana hiện đang trong quá trình vạch ra một Chương trình Hành động nhằm hạn chế tình trạng lao động trẻ em, được cho là sẽ được thông qua năm 2006-2007.

### Tình hình kinh tế năm 2010
Mặc dù chịu ảnh hưởng của cuộc khủng hoảng kinh tế thế giới trong năm 2009 (tăng trưởng âm 5,2%) nhưng nhờ có sự ổn định tương đối về chính trị, quản lý tài chính – ngân sách chặt chẽ, hiệu quả và có nguồn tài nguyên khoáng sản giàu có, kinh tế Botswana đã thoát ra khỏi suy thoái và có mức tăng trưởng đạt 3,1% trong năm 2010.
Về ngoại thương, trong năm 2010, Botswana xuất khẩu một lượng hoá trị giá 4,4 tỷ USD trong đó chủ yếu là các mặt hàng khoáng sản như kim cương, đồng, niken. Dệt may chỉ chiếm một tỉ lệ rất nhỏ trong kim ngạch xuất khẩu của nước này.
Kim ngạch nhập khẩu hàng hoá năm 2010 đạt mức 4,5 tỷ USD với hàng hoá nhập khẩu chủ yếu là thực phẩm, máy móc, xăng dầu…

### Du lịch

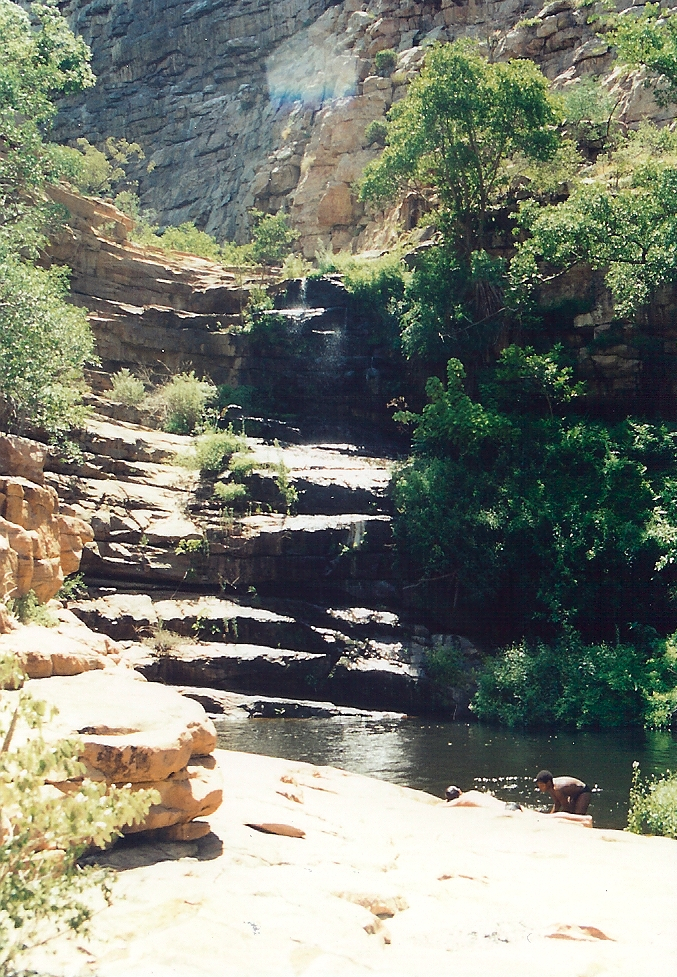
Botswana không phải chỉ có cát và các đầm lấy: trẻ em đang chơi tại Moremi Gorge phía đông Palapye.

Du lịch đóng một vai trò quan trọng tại Botswana. Một số vườn quốc gia và các khu bảo tồn, với sự phong phú các loài động thực vật hoang dã, đang là nơi thu hút nhiều du khách.
Botswana là khung cảnh cho loạt truyện trinh thám được nhiều người ưa thích của Alexander McCall Smith, The No. 1 Ladies' Detective Agency, và cũng là nơi quay bộ phim năm 1980 The Gods Must Be Crazy.

## Văn hoá

### Nghệ thuật
Ở vùng phía bắc Botswana, phụ nữ trong các làng Etsha và Gumare nổi tiếng về nghề thủ công làm thúng từ Cọ Mokola và các loại thuốc nhuộm địa phương. Những chiếc thúng này nói chung được đan theo ba kiểu: lớn, thúng có nắp để đựng, thúng lớn không nắp để đội các vật trên đầu hay chứa thóc đã quạt sạch, và các thúng dẹt để đựng các loại gạo đã giã. Tính nghệ thuật của những chiếc thúng này được nâng cao nhờ việc sử dụng màu sắc và kiểu thiết kế, hiện tại chúng ngày càng được sản xuất chủ yếu cho mục đích thương mại.
Các cộng đồng thủ công nổi tiếng khác gồm Gốm Thamaga và Dệt Oodi, cả hai đều ở vùng đông nam Botswana.
Những bức họa cổ nhất tại cả Botswana và Nam Phi đều thể hiện cảnh săn bắn, gồm cả những hình người và thú vật, chúng được người Khoisan (!Kung San/Bushmen) sáng tác từ 20.000 năm trước tại sa mạc Kalahari.

### Văn học
Bessie Head thường được coi là nhà văn nổi tiếng Botswana. Bà đã chạy trốn chế độ apartheid tại Nam Phi sang sống và sáng tác tại Botswana. Bà đã sống ở đây từ năm 1964 (khi nó vẫn là Quốc gia Bảo hộ Bechuanaland) cho tới khi mất khi 49 tuổi năm 1986. Bà đã sống tại Serowe, và những cuốn sách nổi tiếng nhất của bà, When Rain Clouds Gather, Maru, và A Question of Power đều được sáng tác ở đây.
Botswana là khung cảnh của nhiều tiểu thuyết trinh thám nổi tiếng của Alexander McCall Smith. Vai chính trong những tiểu thuyết đó, Precious Ramotswe, sống tại Gaborone. Cuốn đầu tiên, The No. 1 Ladies' Detective Agency xuất hiện năm 1998 tại UK (và 2001 tại US). Những cuốn sách vui vẻ được đón nhận nồng nhiệt vì sự quan tâm tới con người và các màu sắc địa phương.
Norman Rush, là một đạo diễn tại Peace Corps ở Botswana từ năm 1978 đến 1983, thường lấy khung cảnh đất nước làm nền cho những cuốn sách của ông, nói chung thường tập trung vào các cộng đồng xa xứ.
Unity Dow (sinh năm 1959) là một thẩm phán, nhà văn, nhà hoạt động nhân quyền Botswana. Bà xuất thân từ vùng nông thôn và thường coi trọng các giá trị truyền thống châu Phi. Mẹ bà không thể đọc tiếng Anh, và thường mọi quyết định đều do người đàn ông trong nhà đưa ra. Bà đã học để trở thành một luật sư và đa số thời gian học tập đều diễn ra ở phương tây.
Khi còn là luật sư bà đã được ca ngợi vì những lập trường về nữ quyền của mình. Bà đã đứng nguyên đơn trong một vụ kiện cho phép con cái các phụ nữ quốc tịch bên ngoài được coi là người Batswana. Truyền thống và luật pháp về vấn đề quốc tịch này thường chỉ xét tới quốc tịch người cha. Bà sau này trở thành người phụ nữ đầu tiên làm Thẩm phán Tòa án Botswana.
Bà đã sáng tác ba cuốn sách. Chúng thường đề cập tới sự lo ngại về các vấn đề liên quan tới sự đấu tranh giữa các giá trị truyền thống và Phương Tây. Chúng cũng thể hiện sự quan tâm của bà tới vấn đề giới và sự nghèo đói của đất nước.

### Ngày lễ
| Ngày                                                              | Tên tiếng Việt         | Tên địa phương |
| ----------------------------------------------------------------- | ---------------------- | -------------- |
| 1 tháng 1                                                         | Năm mới                | Ngwaga o mosha |
| 2 tháng 1                                                         | Lễ công cộng           |                |
| tùy thuộc                                                         | Thứ Sáu May mắn        |                |
| tùy thuộc                                                         | Thứ Hai Phục sinh      |                |
| tùy thuộc                                                         | Ngày thăng thiên       |                |
| 1 tháng 7                                                         | Ngày Sir Seretse Khama |                |
| 19 tháng 7                                                        | Ngày Tổng thống        |                |
| 20 tháng 7                                                        | Lễ công cộng           |                |
| 30 tháng 9                                                        | Ngày Độc lập           | Boipuso        |
| 25 tháng 12                                                       | Giáng sinh             |                |
| 26/27 tháng 12                                                    | Ngày tặng quà          |                |
| Thứ 2 đầu tiên sau Giáng sinh cũng là một ngày nghỉ lễ công cộng. |                        |                |

## Tôn giáo
| Tôn giáo tại Botswana (2010) | Tôn giáo tại Botswana (2010) | Tôn giáo tại Botswana (2010) | Tôn giáo tại Botswana (2010) | Tôn giáo tại Botswana (2010) |
| ---------------------------- | ---------------------------- | ---------------------------- | ---------------------------- | ---------------------------- |
| tôn giáo                     | tôn giáo                     |                              | tỷ lệ                        | tỷ lệ                        |
| Tin Lành                     | Tin Lành                     |                              | 66%                          | 66%                          |
| Vô thần                      | Vô thần                      |                              | 20%                          | 20%                          |
| Công giáo Roma               | Công giáo Roma               |                              | 7%                           | 7%                           |
| Tín ngưỡng                   | Tín ngưỡng                   |                              | 6%                           | 6%                           |
| Khác                         | Khác                         |                              | 1%                           | 1%                           |

Ước tính có khoảng 70% công dân của nước này tự nhận mình là Kitô hữu. Anh giáo, Methodist chiếm đa số trong các Kitô hữu. Ngoài ra còn có Giáo hội Luther, người Công giáo La Mã, Giáo hội Cơ Đốc Phục Lâm, Báp-tít, Mennonites, Mặc Môn, Nhân chứng Jehovah, và giáo phái Kitô giáo khác.
Theo điều tra dân số năm 2001, cả nước có khoảng 5.000 người Hồi giáo, chủ yếu là gốc Nam Á, 3.000 người theo đạo Hindu và 700 người đạo Bahá'í. Khoảng 20% người dân không tôn giáo.

## Giáo dục
Botswana đã có những bước tiến bộ vượt bậc trong giáo dục kể từ khi giành lại độc lập năm 1966. Thời ấy có rất ít người trong nước có học thức và chỉ một số phần trăm nhỏ dân cư được đến trường.
Với việc phát hiện ra kim cương và khoản thu do nó mang lại, hệ thống giáo dục đã được chú trọng phát triển lớn. Tất cả học trò đều được đảm bảo mười năm giáo dục căn bản, để được cấp Chứng nhận giáo dục dưới đại học. Gần một nửa số người trong độ tuổi đi học theo học tiếp hai năm dự bị để được cấp Chứng nhận Giáo dục Tổng quát Botswana (BGCSE). Sau khi rời trường, học sinh có thể theo một trong số sáu trường cao đẳng kỹ thuật trong nước, hay trải qua các khóa học nghề. Các sinh viên giỏi nhất vào Đại học Botswana tại Gaborone, một trường hiện đại với số lượng sinh viên lên tới hơn mười nghìn người.
Số lượng không phải lúc nào cũng tương xứng với chất lượng. Các trường tiểu học đặc biệt thiếu thốn cơ sở vật chất và các giáo viên được trả lương thấp hơn đồng nghiệp cấp dự bị. Chính phủ Botswana hy vọng bằng cách đầu tư một khoản tiền lớn vào giáo dục, nền kinh tế đất nước sẽ ít phụ thuộc hơn vào nguồn thu từ kim cương, cũng như vào số lượng lao động lành nghề từ bên ngoài.
Tháng 1 năm 2006, Botswana đã thông báo việc tái thu phí giáo dục sau hai thập kỷ bao cấp dù chính phủ vẫn cấp học bổng toàn phần và chi phí ăn ở cho mọi sinh viên đại học trong nước, cũng như tại trường Đại học Botswana hay nếu công dân muốn theo học những khoa chưa có trong nước, như y tế, họ sẽ được cấp học bổng để theo học ở nước ngoài.